# Ольдржих (князь Оломоуца)
Ольдржих (Удальрих) (чеш. Oldřich; 1134 — 18 октября 1177) — князь Оломоуца с 1173 года, третий из четырёх сыновей князя Чехии Собеслава I и Аделаиды (Адлеты) Венгерской.

## Биография
Ольдржих родился в 1134 году. В момент смерти отца он был ребёнком. О молодых годах его известно мало, вероятно он жил в Венгрии или Польше, а затем на территории Священной Римской империи.
В 1152 году, после смерти императора Конрада III чешский князь Владислав II, опасаясь влияния изгнанников на нового правителя империи, Фридриха I Барбароссы, предложил им вернуться на родину. Ольдржих был среди тех, кто поверил Владиславу и вернулся в Чехию, где получил в качестве удела Градец. Однако вскоре он понял, что может лишиться владений и бежал в Польшу.
В 1157 году Ольдржих перебрался в Германию, где он надеялся добиться от императора признания своих прав, но до 1173 года ситуация не менялась.
В 1172 году Владислав II, поссорившийся с императором Фридрихом I, решил отречься от престола в пользу старшего сына Бедржиха (Фридриха), а сам удалился в Страговский монастырь. Этим решил воспользоваться император Фридрих I, чтобы присвоить себе право решать, кто получит Чешский трон. Ольдржих и его младший брат Вацлав жили при дворе императора, а их старший брат, Собеслав, находился с 1161 года в заключении в замке Пршимда. После того, как Ольдржих пожаловался императору на то, что его старший брат находится в заключении, Фридрих I велел Владиславу II и Бедржиху прибыть на императорский суд в Нюрнберг, освободив Собеслава. На суде он намеревался решить, кому следует управлять Чехией после отречения Владислава II. Бедржих освободил Собеслава и доставил того в Пражский замок, решив договориться с ним. Однако Собеслав, испугавшись слухов о том, что Бедржих приказал ослепить его, бежал в Германию, где явился к императору Фридриху I. За ним отправился к императорскому двору и Бедржих, однако император Фридрих I решил по своему. Он лишил Бедржиха престола, поставив на его место Ольдржиха, который с согласия императора сразу же отрёкся в пользу старшего брата Собеслава. Одновременно он отобрал у правителей Чехии право на наследственный королевский титул, переданное в своё время Владиславу II.
Ольдржих и Вацлав в том же году вернулись в Чехию, где Собеслав выделил им уделы в Моравии: Ольдржих получил Оломоуцкое княжество, а Вацлав — Брненское княжество.
Ольдржих умер 18 октября 1177 года. Ему наследовал брат Вацлав.

## Брак и дети
1-я жена: Цецилия, дочь ландграфа Тюрингии Людвига I и Гедвиги фон Гуденсберг. Детей от этого брака не было.
2-я жена:  Софья, дочь маркграфа Мейсена Оттона II Богатого и Гедвиги Бранденбургской. Дети:
- Агнесса, монахиня в Гербштедте